# Ruusa
Ruusa (Duits: Rusa) is een plaats in de Estlandse gemeente Räpina, provincie Põlvamaa. De plaats heeft de status van dorp (Estisch: küla) en telt 211 inwoners (2021).
Ruusa ligt aan de rivier Võhandu.

## Geschiedenis
Ruusa werd voor het eerst genoemd in 1625 onder de naam Krusa, eerst als landgoed en in de 17e eeuw ook als dorp. Het landgoed werd in de 18e eeuw bij het landgoed van Räpina gevoegd en omgezet in een veehouderij. In de vroege 19e eeuw werd Ruusa weer een apart landgoed, maar werd het bestuurscentrum verplaatst naar Toolamaa, ca. 9 km ten noordoosten van Ruusa.
In Toolamaa staat nog een landhuis, in Ruusa is van het landgoed een droogschuur bewaard gebleven.
In 1977 kreeg Ruusa officieel de status van dorp.

## Station
Sinds 1931 heeft Ruusa een halte aan de spoorlijn Tartu - Petsjory. Het stationsgebouw is tijdens de Tweede Wereldoorlog vernield.

## Foto's

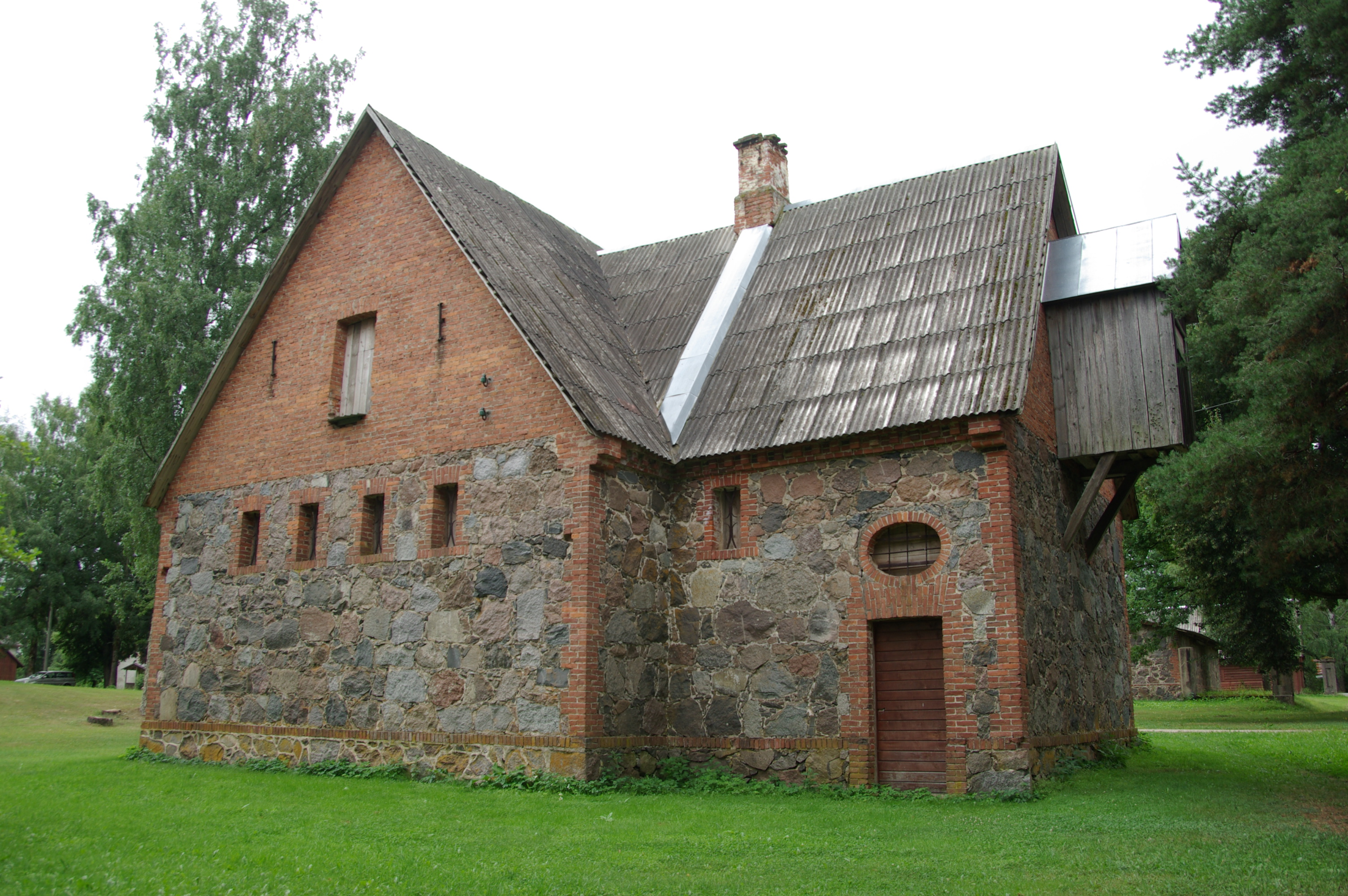
De vroegere droogschuur op het landgoed van Ruusa
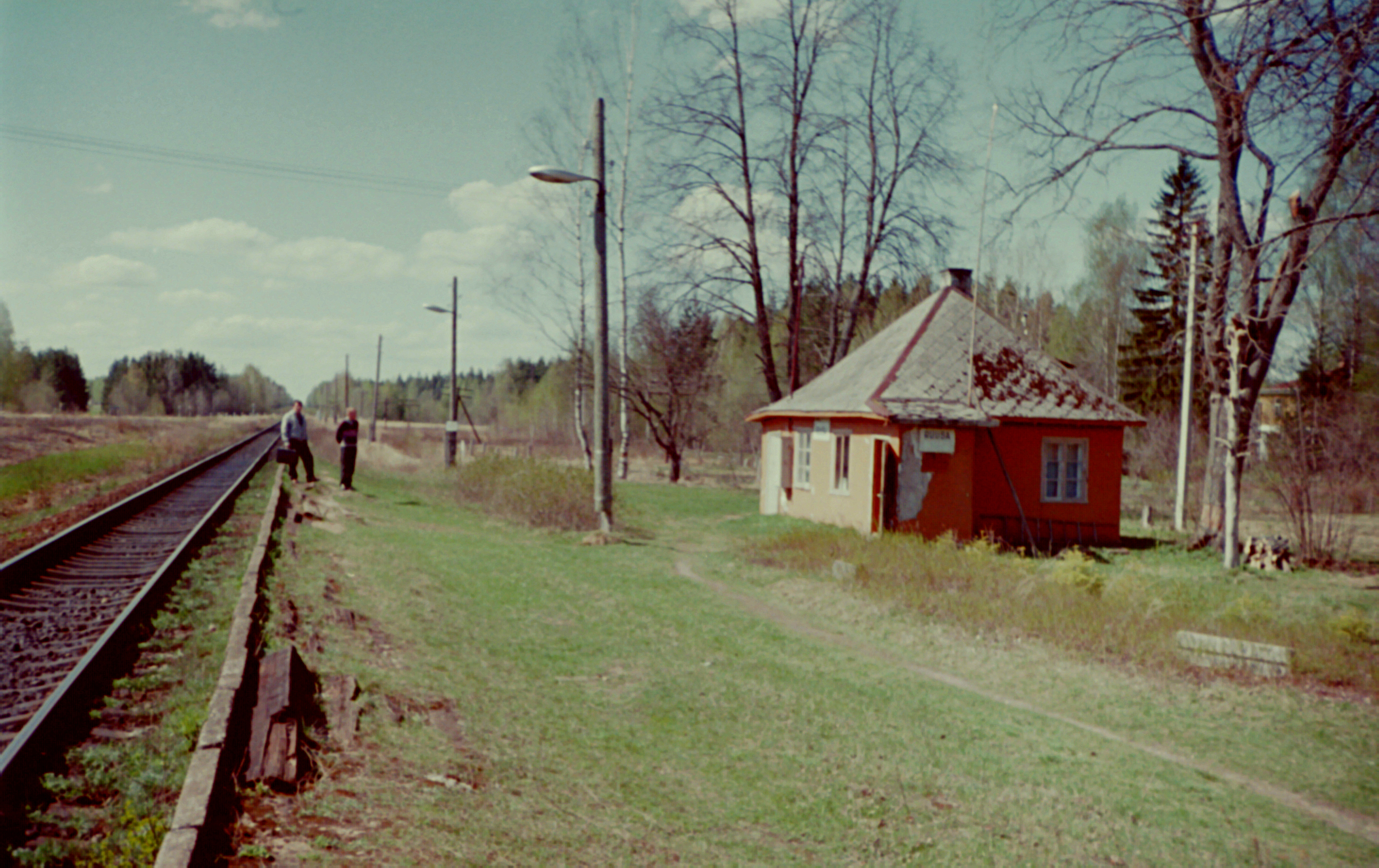
Schuilhut bij het station anno 1996